# Sukahaji (Babakan Ciparay)
Sukahaji is een bestuurslaag in het regentschap Kota Bandung van de provincie West-Java, Indonesië. Sukahaji telt 29.365 inwoners (volkstelling 2010).